# Lelio Trionfetti
 (mars 2024).
 (mars 2024).
Lelio Trionfetti est un botaniste italien, né à Bologne le 18 août 1647 et mort dans cette même ville le 2 juillet 1722.

## Biographie
Trionfetti montra pour l’étude de singulières dispositions. À quinze ans il était docteur en philosophie, à seize il soutenait des thèses en public dans l’archigymnase de Bologne, et à vingt il obtenait une chaire de philosophie (1667). Il y joignit en 1675 celle d’histoire naturelle, et fut en même temps chargé de l’explication des simples au jardin botanique de l'université de Bologne, bien que cet emploi eût été jusqu’alors réservé aux professeurs de médecine. Il est, pendant quarante ans, professeur de philosophie et d'histoire naturelle à l'université de Bologne et le premier président de l'institut des sciences, que le comte Luigi Ferdinando Marsigli venait de fonder dans la même ville. Il y meurt le 2 juillet 1722 à l'âge de 74 ans.

## Œuvres
Lelio Trionfetti a beaucoup écrit, sans avoir rien imprimé. On trouve chez Fantuzzi (Notizie degli scrittori bolognesi, t. 8, p. 118) le catalogue des ouvrages inédits de ce professeur ainsi que son Éloge, par Alessandro Macchiavelli, dans le Giornale de' letterati d'Italia, t. 35, art. 4.